# Kanton Astarac-Gimone
Astarac-Gimone  is een kanton van het Franse departement Gers. Het kanton maakt deel uit van de arrondissementen Mirande (21 gemeenten) en Auch (19 gemeenten). In 2019 telde het 9.230 inwoners.
Het kanton werd gevormd ingevolge het decreet van 26 februari 2014 met uitwerking op 22 maart 2015, met Masseube als hoofdplaats.

Op 1 januari 2025 fuseerden Cabas-Loumassès, Monbardon, Saint-Blancard en Sarcos tot de commune nouvelle Cap d'Astarac. Hierdoor nam het aantal gemeenten in het kanton af van 43 tot 40.

## Gemeenten
- Arrouède
- Aujan-Mournède
- Aurimont
- Aussos
- Bédéchan
- Bellegarde
- Bézues-Bajon
- Boulaur
- Cap d'Astarac
- Castelnau-Barbarens
- Chélan
- Cuélas
- Esclassan-Labastide
- Faget-Abbatial
- Labarthe
- Lalanne-Arqué
- Lamaguère
- Lartigue
- Lourties-Monbrun
- Manent-Montané
- Masseube
- Meilhan
- Moncorneil-Grazan
- Monferran-Plavès
- Monlaur-Bernet
- Mont-d'Astarac
- Monties
- Panassac
- Ponsan-Soubiran
- Pouy-Loubrin
- Saint-Arroman
- Saint-Martin-Gimois
- Samaran
- Saramon
- Seissan
- Sémézies-Cachan
- Sère
- Tachoires
- Tirent-Pontéjac
- Traversères